# Abu Tamam
Abu Tamam (polno ime Habib Ibn Avs Abu Tamam), arabski pesnik, * 805, † 845.
Deloval je v obdobju kalifata Abasidov v Bagdadu, bil je sin sirskega kristjana. Njegova ljubezenska poezija in hvalnice so ohranjene v zbirkah staroarabske beduinske poezije Pogum (Hamasa).